# 法華神道
法華神道（ほっけしんとう）とは法華経の開会（かいえ）の思想に基づく日本の神々への信仰をいう。

## 概要
信仰の中心は三十番神。日蓮の弟子の日像はこれを日蓮宗・法華宗に取り入れ、室町時代には教団に広く浸透した。また、最澄（伝教大師）が比叡山に初めて祀ったという説もある。
道場の祭壇または社殿に守護神として祭られた。祭壇祭式は天台宗の日吉神社祭祀の先例に従ったが、天台宗のように専門の神職を置くことはなく、勧請などの儀式も宗徒が行った。
神道家の吉田兼倶は日蓮宗の番神信仰につき質問状を出した「番神問答事件」を起こしたとされており、『番神問答記』にこの問答があるとされる。
鬼子母神・十羅刹女とともに法華守護の善神として尊重されたが、明治維新後の神仏分離により衰退した。一方で天台宗や日蓮宗と直接につながりはないものの、法華神道を背景とする新宗教「蓮門教」が起こり、明治時代に一時教勢を伸長させた。

## 蓮門教
明治時代初期、島村（嶋村）みつ（美津、旧姓梅本。1831年-1904年）が、日蓮教学を基盤とし、神道儀礼を取り入れた法華神道系新宗教「蓮門教」を創唱し、一時的に多数の信者を獲得した。みつは1831年（天保2年）3月18日、長門国（山口県）豊浦郡岡枝村吉賀の農家梅本林蔵の次女として生まれた。みつが宗教活動を始める前の経歴についてははっきりしないものの、兄の梅本吉三郎が武家の萩藩士西嶋家の養子に迎えられその家督を相続したため、当初はみつが梅本家を継ぎ、婿を取ったという。その後離婚し自身も家を離れ、九州に渡って豊前国（福岡県）小倉藩の武家や日蓮宗の寺院の下女ないしは居候などとして過ごしていた。その日蓮宗の寺院には法華神道の祈祷師として活動していた小倉藩士・柳田市兵衛（素入、日蓮宗不受不施派（日堯派））が出入りしており、みつと知り合いになったらしい。また1847年（弘化4年）、小倉城下の古船場町の豆腐屋島村安次郎の次男幸吉の妻となり、島村姓となったという。1871年（明治4年）頃、みつは「神の託宣」なるものを受けた、と称するようになった。同じ頃大病を患ったが、市兵衛の祈祷を受け全快。みつは市兵衛の弟子となった。1877年（明治10年）に市兵衛が死去した後、これを継いで祈祷師となり、翌1878年（明治11年）秋、小倉に「事の妙法敬神所」を開いた。「事（じ）の妙法様（みょうほうさま）」を祀り、神前で「事の妙法、南無妙法蓮華経」と5回唱えて拍手礼拝するという祭式であった。儀礼には中臣祓、大祓、禊祓を用い、「二善釈門、寸善尺魔、法謗退治の御祈祷、法華折伏、破言門離、事の一念の妙法蓮華経」の文を唱するという神仏混淆の祭祀を行った（なお「二善釈門」は「爾前迹門」、「法華折伏破言門離」は「法華折伏破権門理（法華玄義・九）」の転訛と見られる）。「御神水」を用いた病気治療、お籠りなどを実施、「事の妙法様を信仰し、御神水を頂けば病気も治り現世利益がもたらされる」等と称し、信者にみつ直筆の「事妙法(じのみょうほう)」を授けた。しかしその後「御神水」による治療に依存したため医者に掛からなかった信者の子供を死亡させる事件を起こし、懲役6月の実刑判決を受けた。
出所後、みつは「政談講学所」、さらに「人道教授会」を称して小倉で活動していたが、1882年（明治15年）、主な信者とともに上京し、東京・下谷区練塀町、次いで神田区末広町に本祠を設けて布教を始めた。当時チフスやコレラが流行しており、みつは「チフスやコレラに効く御神水」としてこれを催眠商法のような手段を用いて販売し、急速に多数の信者を獲得。次々に分教会を増やした。このため邪教の嫌疑で内務省の取り締まりを受けるところとなったが、教派に属する宗教として再出発するよう斡旋された。1882年(明治15年)、旧幕臣の神職平山省斎が小規模な信仰集団を糾合して教派神道神道大成教を興したが、1883年(明治17年)、多賀教会（多賀大社多賀講）・禊教会本院などとともにこの傘下に入り、みつを教祖・会長とする「大成教蓮門講社」となった。大成教に属し公認されたことにより、1884年（明治17年）には小倉に「蓮門講社本祠」、1885年（明治18年）には東京市芝区田村町に「蓮門教総本院」といういずれも壮大な教会を建立。蓮門講社は東京、中国地方、九州地方北部で教勢を拡大。一時は天理教や金光教に肩を並べるほどの勢いとなり、信者は数十万余、教会も全国に100近くに及んだ。1889年（明治22年）には東京の「蓮門教総本院」に「蓮門講社本祠」を遷して「蓮門教総祠宇」と改称、「蓮門教総本院」を「大成教蓮門第一教院」とした。
とはいえ引き続き医学的根拠のない催眠療法のような治療活動により布教し、催眠術のような手段によって「御神水」を売って財を成している（当時の金額で20～30万円という）として、1894年（明治27年）、再び内務省の取り締まりを受けた。『萬朝報』をはじめとする新聞や他の教派・宗派、文化人など多方面からも「淫祠邪教」として厳しい批判にさらされ、上部団体の神道大成教はみつの神道教師の資格を剥奪した（蓮門教事件）。この事件を受け、1901年（明治34年）には内務省宗教局が「淫祠邪教の取り締まりを強化する」と発表した。以後教勢は急速に衰退し、1904年（明治37年）2月13日、みつは74歳で死去。国家神道の確立によって神仏混淆の法華神道は存在する余地が狭められたこともあり、その後も蓮門教は勢いを取り戻すことはなく、1916年（大正5年）、蓮門教は分裂。1940年（昭和15年）4月の宗教団体法施行時には既にほとんどの教会が廃絶していた。最後まで残っていた神奈川県横浜市の「宗教法人神道大成教蓮門和田講社」も1964年（昭和39年）に解散し、これをもって蓮門教は消滅。以後、法華神道系の宗教法人はなくなっている。

## 文献
- 日澄「法華神道秘訣」『日蓮教学全書 10巻』藤田宗繼。doi:10.11501/12217286。全国書誌番号:77011303。
- 蓮門教本祠／編『弁妄』1894年（明治27年） 蓮門教本祠